# Sanremo Giovani 1996
La quarta edizione televisiva del concorso Sanremo Giovani si è svolta al Teatro Ariston di Sanremo il 13 e il 14 novembre 1996, presentata da Claudio Cecchetto e Simona Ventura.

Antonella Ruggiero Dionira a Sanremo Giovani 1996 mentre presenta il brano "6-1-ba...".

## Classifica, canzone e cantanti

### Prima serata
- Accede al Festival di Sanremo 1997

- Eliminato

| Piazzamento | Artista          | Brano                  |
| ----------- | ---------------- | ---------------------- |
| 1           | Paolo Carta      | Rinascerai             |
| 2           | Tony Blescia     | Via                    |
| 3           | Luca Lombardi    | Io ricomincerei        |
| 4           | Massimo Caggiano | Ragazzi                |
| 5           | Paola & Chiara   | In viaggio             |
| 6           | Randy Roberts    | Rosanna                |
| 7           | Leo Nhora        | Bit                    |
| 8           | Anna Di Costanzo | Ci sto da dio con te   |
| 9           | Marella          | Chi me l'ha fatto fare |
| 10          | Babylon          | Spara ancora           |
| 11          | Soledad          | Buona notte            |

### Seconda serata
- Accede al Festival di Sanremo 1997

- Eliminato

| Piazzamento | Artista                 | Brano                |
| ----------- | ----------------------- | -------------------- |
| 1           | Niccolò Fabi            | Dica                 |
| 2           | Vito Marletta           | I poeti non cambiano |
| 3           | D.O.C. Rock             | Che c'è di rock      |
| 4           | Alex Baroni             | Ce la farò           |
| 5           | Domino                  | Nohai (Ora l'amore)  |
| 6           | Latte & i Suoi Derivati | Ginoska              |
| 7           | Dionira                 | Sei un ba...         |
| 8           | Andrea                  | Chicco di mais       |
| 9           | Mauro Di Maggio         | Non so               |
| 10          | Tre in punto            | Nuvola d'agosto      |
| 11          | Andrea Gallo            | Cinque di notte      |

## Regolamento
In entrambe le due serate della manifestazione si esibiscono 12 artisti, dei quali solo i primi sei classificati accedono alla sezione Nuove proposte del Festival di Sanremo 1997.

## Orchestra
Della Rai.

## Ospiti
- Mike Bongiorno
- Mikimix – E la notte se ne va
- Piero Chiambretti
- Laura Pausini

## Ascolti
| Puntata       | Messa in onda    | Telespettatori | Share  |
| ------------- | ---------------- | -------------- | ------ |
| 1             | 13 novembre 1996 | 3.573.000      | 13,84% |
| 2             | 14 novembre 1996 | 3.296.000      | 13,76% |
| Media Auditel | Media Auditel    | 3.434.000      | 13,80% |